# Frederick Vanderbilt Field
Frederick Vanderbilt Field (13 aprile 1905 – Minneapolis, 1º febbraio 2000) è stato un attivista e scrittore statunitense.

## Biografia
Studiò alla scuola privata Hotchkiss School, poi all'università di Harvard, e ancora alla London School of Economics.
Nel 1940 divenne il segretario esecutivo dell'American Peace Mobilization (APM), conobbe e strinse amicizia con Marilyn Monroe in Messico.
Morì al Walker Methodist Health Center a Minneapolis.

## Opere
- From Right to Left: An Autobiography (Lawrence Hill, 1983)
- Thoughts on the Meaning and Use of Pre-Hispanic Mexican Sellos (Dumbarton Oaks, Trustees for Harvard University, 1967)
- China's Greatest Crisis (New Century Publishers, 1945)
- China's Capacity for Resistance (American Council, Institute of Pacific Relations, 1937)
- Economic Handbook of the Pacific Area (Doubleday, 1934)
- American Participation in the China Consortiums (University of Chicago Press, 1931)